# Braytoncyclus

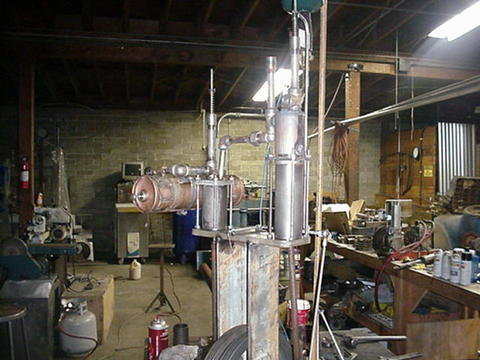
Een replica van de Ready Motor

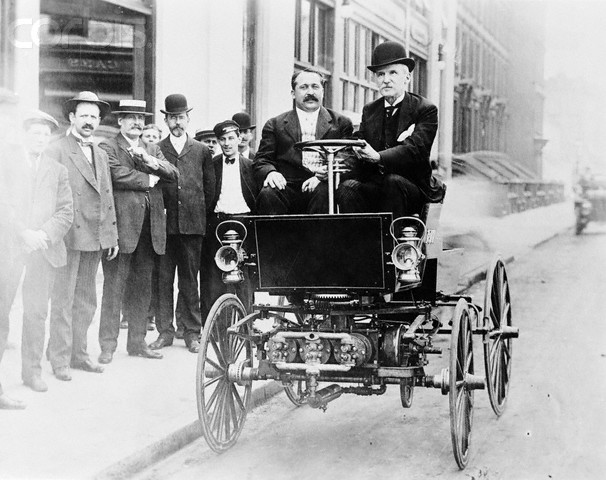
George B. Selden bestuurt in 1905 zijn auto

De ideale braytoncyclus

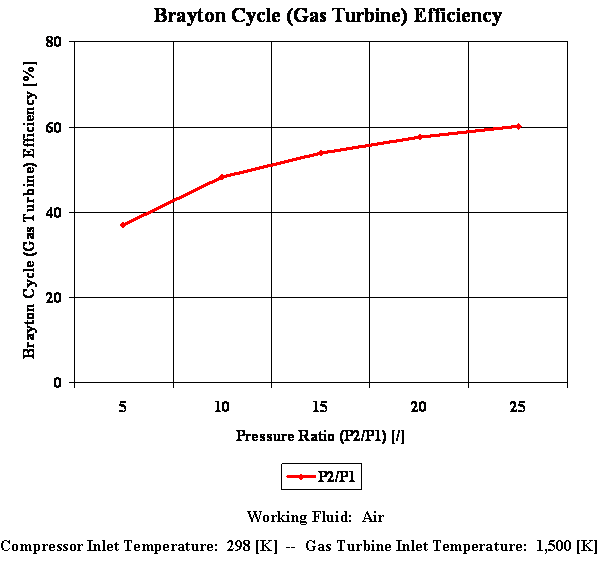
Het rendement stijgt met de compressieverhouding.

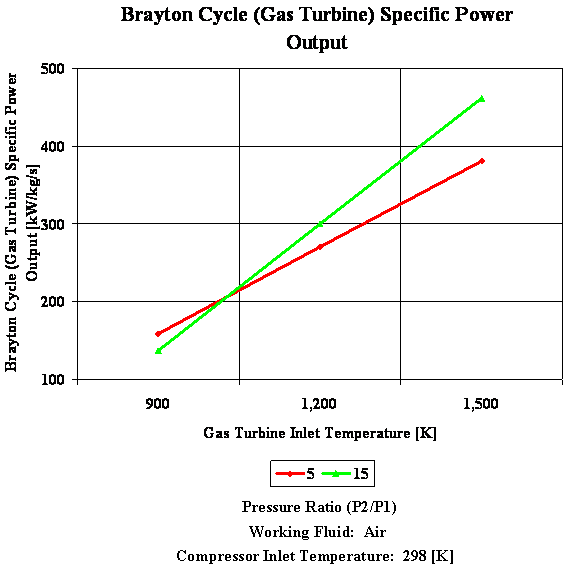
Specifiek vermogen

De gesloten braytoncyclus: C = gascompressor, T = expansieturbine, w = warmtewisselaar op hoge temperatuur, ʍ = warmtewisselaar op lage temperatuur, ~ = mechanische belasting bvb. generator

De braytoncyclus of joulecyclus is een thermodynamisch kringproces dat bij constante druk warmte omzet in mechanische arbeid. Historisch werkte de braytoncyclus met zuigermachines, maar huidige toepassingen van de open cyclus in vliegtuigmotoren en elektriciteitscentrales werken met turbines. In sommige typen kerncentrales wordt een gesloten braytoncyclus toegepast.

## Benaming
De cyclus is genoemd naar de Amerikaanse ingenieur George Brayton (1830-1892), hoewel de Engelsman John Barber er in 1791 al een patent op nam. Soms wordt de cyclus als joulecyclus ook genoemd naar James Prescott Joule. De ericssoncyclus is verwant aan de braytoncyclus maar benut uitwendige warmte en gebruikt een regenerator.

## Ready Motor
In 1872 nam George Brayton patent op zijn "Ready Motor", een zuigermachine met constante druk. De machine bevatte een afzonderlijke zuigercompressor en zuigerexpander, waarbij de samengedrukte lucht door inwendige verbranding opwarmde voor ze arbeid leverde in de expander. De eerste versies van de braytonmachine mengden verstoven brandstof met lucht in een carburateur. Ontsteking gebeurde met een waakvlam. Een scherm voorkwam terugslag. Het scherm werkte soms niet naar behoren, waardoor de machine ontplofte. In 1874 loste Brayton dit probleem op door de brandstof pas juist voor de expander toe te voegen. De machine kon nu ook op zwaardere brandstoffen werken zoals kerosine en stookolie.

## Duikboot en auto
In 1876 werd een braytonmotor tentoongesteld in de Centennial Exposition te Philadelphia.
In 1881 gebruikte John Holland een braytonmachine in de eerste zichzelf voortbewegende duikboot Fienian Ram.
In 1878 bouwde George B. Selden de eerste auto met een verbrandingsmotor, waarvoor hij samen met Frank H. Clement en Willam Gomm een lichter ontwerp van de braytonmachine bouwde (200 kg) met drie cilinders en een krukas waarop hij op 8 mei 1879 patent aanvroeg. Een van de getuigen was de bankbediende George Eastman, die later Kodak oprichtte. Het patent werd verleend op 5 november 1895, maar Henry Ford won een rechtszaak waarin hij aanvoerde dat hij een otto-proces gebruikte en geen braytoncyclus. Pas acht jaar later nam Carl Benz in Europa patent op de Benz Patent Motorwagen.

## Beschrijving
Een braytonmachine bevat drie componenten:
1. een gascompressor
2. een mengkamer
3. een expander

De oorspronkelijke braytonmachine perste omgevingslucht samen in een zuigercompressor. De perslucht mengde zich in de mengkamer met ingespoten brandstof. Het mengsel ontbrandde dan in de expansiecilinder.

## Turbines
Een braytoncyclus met zuigermachines is in onbruik geraakt, maar de braytoncyclus vindt veel toepassing met turbines. De drie componenten zijn dan:
1. een turbocompressor
2. een verbrandingskamer
3. een expansieturbine

## Rendement
De ideale braytoncyclus bestaat uit:
- isentroop proces – lucht wordt samengeperst door de compressor.
- isobaar proces – de perslucht verbrandt de brandstof in de verbrandingskamer bij constante druk
- isentroop proces – de rookgassen leveren arbeid in de expansieturbine
- isobaar process – de rookgassen worden uitgestoten in de atmosfeer.

In werkelijkheid zijn de processen nooit volledig isentroop door onvermijdelijke irreversibiliteit en warmteverlies. 
Het rendement van de ideale braytoncyclus bedraagt
{\displaystyle \eta =1-{\frac {T_{1}}{T_{2}}}=1-\left({\frac {P_{1}}{P_{2}}}\right)^{(\gamma -1)/\gamma }}
waarin {\displaystyle \gamma } de verhouding cp/cv voorstelt.
Een hogere compressieverhouding levert een hoger rendement.
De hoogste temperatuur komt voor in de expansieturbine en wordt beperkt door de temperatuur van ca. 1000°C waartegen de schoepen bestand zijn. De compressieverhouding is ook beperkt door de dichting. Dit beperkt de haalbare compressieverhouding tot 11 à 16 en dus het rendement.

## Varianten
Het afgeleverde vermogen van een braytoncyclus kan met de volgende ingrepen verhoogd worden:
- wederopwarming, waarbij de expansieturbine in twee delen gesplitst is met een tweede verbrandingskamer ertussenin. De naverbrander van vliegtuigmotoren is een voorbeeld, hoewel de expansie daar gebeurt in een straalpijp in plaats van een expansieturbine. De straalpijp is minder gevoelig dan de turbine en houdt gemakkelijk 2000°C uit. De wederopwarming levert meer vermogen bij gelijke grootte, maar geen hoger rendement vanwege het bijkomend brandstofgebruik.
- Overspray, waarbij de compressor in twee gesplitst wordt met tussen inspuiting van water. Dit verhoogt het gasdebiet en vermindert de temperatuur.
- Regeneratie, de uitlaatgassen na de expansieturbine passeren een warmtewisselaar om de instromende lucht voor te verwarmen. Dit is enkel zinvol bij lagere compressieverhouding, omdat anders de uitlaattemperatuur van de compressor te hoog wordt.
- Recuperatie, een warmtewisselaar draagt warmte van de uitlaat over op de luchtinlaat.

## Gesloten braytoncyclus
De gesloten braytoncyclus recirculeert de uitlaatgassen naar de inlaat. De opwarming gebeurt dan niet door inwendige verbranding, maar met een uitwendige warmtewisselaar. Toepassingen zijn er in gasgekoelde kerncentrales, zoals een gasgekoelde kweekreactor of een advanced gas-cooled reactor. Het gas is dan meestal helium of kooldioxide.

### Omgekeerde braytoncyclus
De braytoncyclus kan ook omgekeerd werken als koelcyclus, soms dan Bell-Colemancyclus genoemd. Dit proces wordt toegepast bij het koelen van lucht in vliegtuigen.